# Linköpings VC
Linköpings VC, LVC, Linköpings Volleyboll Club,  är en volleybollklubb i Linköping, helt inriktad på elitverksamhet och bildad den 3 oktober 2008 som ett samarbete mellan Team Valla och ishockeyklubben Linköpings HC. Herrlaget blev svenska mästare 2010, 2012, 2015, 2017 och 2019.

## Herrar
Linköpings VC hade under namnet Team Valla spelat i elitserien för herrar sedan 90-talet. Första framgången under namnet Linköpings VC kom redan 5 oktober 2008 då laget vann Slottscupen i Vingåker.
Säsongen 2011/2012 satte LVC ett svenskt rekord då man gick genom hela grundserien med endast vinster.
År 2020 drog sig Linköpings VC ur elitserien på grund av ekonomiska problem.

## Damer
2017 gick Linköping VC upp i elitserien för damer, där man spelat sedan dess. 2022 nådde laget semifinal i slutspelet. 2025 vann föreningens damer sitt första SM-guld efter att ha besegrat Hylte/Halmstad med 3-1 i finalen. 

## Profiler
- Martin Larsson
- Erik Knutsson
- Anton Eriksson